# מ
La mem (en hebreo: מֵם‎) es la 13.ª letra del hebreo. Equivale a la letra fenicia mem (𐤌). Mem representa una nasal bilabial [m].

## Escritura
| Variantes ortográficas de forma no final. | Variantes ortográficas de forma no final. | Variantes ortográficas de forma no final. | Variantes ortográficas de forma no final. | Variantes ortográficas de forma no final. |
| Varias fuentes de impresión               | Varias fuentes de impresión               | Varias fuentes de impresión               | Cursivo                                   | Rashi                                     |
| Serifa                                    | Sans-serif                                | monoespaciado                             | Cursivo                                   | Rashi                                     |
| ----------------------------------------- | ----------------------------------------- | ----------------------------------------- | ----------------------------------------- | ----------------------------------------- |
| מ                                         | מ                                         | מ                                         |                                           |                                           |

En hebreo, mem, como Kaph, Nun, Pe y Tzadi, tiene una forma final, utilizada al final de las palabras: su forma pasa de מ a ם.
| Variantes ortográficas de la forma final. | Variantes ortográficas de la forma final. | Variantes ortográficas de la forma final. | Variantes ortográficas de la forma final. | Variantes ortográficas de la forma final. |
| Varias fuentes de impresión               | Varias fuentes de impresión               | Varias fuentes de impresión               | Cursivo                                   | Rashi                                     |
| Serifa                                    | Sans-serif                                | monoespaciado                             | Cursivo                                   | Rashi                                     |
| ----------------------------------------- | ----------------------------------------- | ----------------------------------------- | ----------------------------------------- | ----------------------------------------- |
| ם                                         | ם                                         | ם                                         |                                           |                                           |

### Significado
En gematria, Mem representa el número 40 tanto en el método estándar como en el Mispar Gadol; sin embargo, el valor final (mem sofit) es 40 en el Método Estándar y 600 en el Mispar Gadol. El método estándar suma los valores de Tav y Resh (400+200) para indicar el valor de mem sofit.
En el libro cabalístico Sefer Ietzirá, se dice que la letra Mem es el rey sobre el agua, tierra formada en el universo, el frío en el año y vientre en el alma.
Como abreviatura significa metro. En el ejército israelí también puede significar mefaked comandante. En los textos religiosos hebreos, puede representar el nombre de Dios Makom, el Lugar.
En el tarot, Mem está asociado con El Colgado (Atu XII), el elemento agua y el camino entre Geburah y Hod en el Árbol de la Vida.

## Codificación
En Unicode ocupa las posiciones U+05de y U+05dd.
| Carácter      | מ                 | מ                 | ם                       | ם                       | ﬦ                            | ﬦ                            | מּ                             | מּ                             |
| ------------- | ----------------- | ----------------- | ----------------------- | ----------------------- | ---------------------------- | ---------------------------- | ----------------------------- | ----------------------------- |
| Unicode       | HEBREW LETTER MEM | HEBREW LETTER MEM | HEBREW LETTER FINAL MEM | HEBREW LETTER FINAL MEM | HEBREW LETTER WIDE FINAL MEM | HEBREW LETTER WIDE FINAL MEM | HEBREW LETTER MEM WITH DAGESH | HEBREW LETTER MEM WITH DAGESH |
| Codificación  | decimal           | hex               | decimal                 | hex                     | decimal                      | hex                          | decimal                       | hex                           |
| Unicode       | 1502              | U+05DE            | 1501                    | U+05DD                  | 64294                        | U+FB26                       | 64318                         | U+FB3E                        |
| UTF-8         | 215 158           | D7 9E             | 215 157                 | D7 9D                   | 239 172 166                  | EF AC A6                     | 239 172 190                   | EF AC BE                      |
| Ref. numérica | &#1502;           | &#x5DE;           | &#1501;                 | &#x5DD;                 | &#64294;                     | &#xFB26;                     | &#64318;                      | &#xFB3E;                      |